# Trébrivan
 Trébrivan  (en bretón Trabrivan) es una población y comuna francesa, situada en la región de Bretaña, departamento de Côtes-d'Armor, en el distrito de Guingamp y cantón de Maël-Carhaix.

## Demografía
| 922 | 827 | 745 | 705 | 651 | 664 |
| Para los censos de 1962 a 1999 la población legal corresponde a la población sin duplicidades (Fuente: INSEE [Consultar]) |     |     |     |     |     |